# Mileto
Mileto – miejscowość i gmina we Włoszech, w regionie Kalabria, w prowincji Vibo Valentia.
Według danych na rok 2004 gminę zamieszkiwały 7152 osoby, 210,4 os./km².

## Historia
- 22 czerwca 1101 - umiera[1] tutaj władca Sycylii Roger I.